# Martin Dušek
Martin Dušek (Česká Lípa, 1978. május 17. –) cseh filmrendező.

## Életútja
Televíziós újságírást tanult a Károly Egyetem Társadalomtudományi Karán, majd Prágai Színművészeti Akadémia Film és Televízió Karán (FAMU – Filmová a televizní fakulta Akademie múzických umění v Praze) dokumentumfilmkészítő szakján folytatta tanulmányait.
Színészként szerepelt a 2000-es Élet mindenáron (Musíme si pomáhat) című filmben. A Poustevna, das ist Paradies! (2007) és K oblakům vzhlížíme (2014) című filmjeit a Jihlavai Nemzetközi Dokumentumfilm Fesztiválon a legjobb cseh dokumentumfilmnek választották az adott évben. A K oblakům vzhlížíme elnyerte a cseh filmkritikusok díját is 2014-ben.
2019-ben Ondřej Provazníkkal közösen rendezte az Öregfiúk (Staříci) című nagyjátékfilmet, amely tíz jelölést kapott a 2019-es évi Cseh Oroszlán-díjon és amelyből kettőt meg is nyert (legjobb férfi színész, legjobb férfi mellékszereplő). A film szerepelt volna 2021-es Cseh Filmkarneválon, amelyet online formában rendeznek meg. A film április 15-re tervezett magyarországi bemutatása veszélybe került, mert a cseh külügyminisztérium betiltotta a filmhez tartozó videóüzenet melyben az alkotók mutatják a művüket. A videóüzenetben Ondřej Provazník beszél a filmről és arról, hogy a politikusoknak is rá kell döbbenniük arra, hogy igenis felelősségre vonhatók ők is még életükben. Eközben Martin Dušek a háttérben egy feketére festett falra írja fel krétával, angolul, hogy Tiltsátok be Orbánt (Ban Orbán).

## Filmjei
- Poustevna, das ist Paradies! (2007)
- Vikingové z Brna (2009)
- Ženy SHR (2010)
- Mein kroj (2011)
- Ve znamení psa (2012)
- Parta Analog (2013)
- Rozezlení (2013)
- K oblakům vzhlížíme (2014)
- Öregfiúk (Staříci) (2019)